# Prise d'Orange

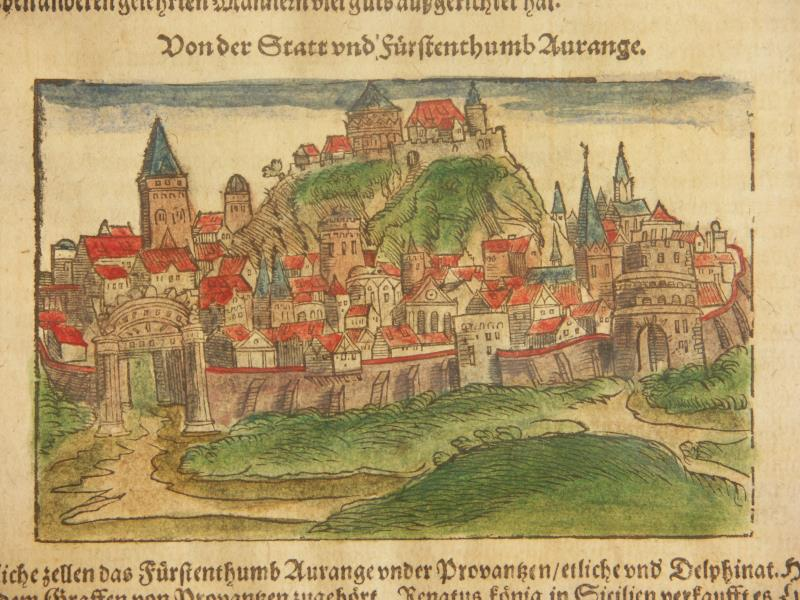
Principauté d'Orange (1600)

La Prise d'Orange est une chanson de geste médiévale qui fait partie de la Geste de Garin de Monglane rattachée à la Matière de France et qui raconte la conquête de la ville d'Orange sur les Sarrasins par Guillaume d'Orange. Elle est incluse dans le cycle de Guillaume d'Orange, où elle est située à la suite du Charroi de Nîmes (Li Charrois de Nymes)

## L'histoire
La chanson commence au mois de mai, à Nîmes conquise précédemment, par l'arrivée d'un homme exténué qui se présente devant Guillaume et ses chevaliers ; il s'appelle Gilbert et a été captif des Sarrasins à Orange pendant trois ans avant de réussir à s'échapper. Les descriptions faites par le fugitif séduisent Guillaume qui décide de s'introduire dans la ville en se déguisant en Sarrasin, accompagné de son neveu Guibelin et de Gilbert. Les trois hommes arrivent à approcher le roi sarrasin qui gouverne Orange, il s'appelle Arragon et il est le fils du roi Thibaut. Arragon accepte d'emmener les trois compagnons rendre visite à Orable qui réside dans la tour de la Gloriette. Là, Guillaume est démasqué mais les Français réussissent à repousser les Sarrasins et s'enferment dans la tour en compagnie d'Orable qui leur fournit armes et armures. Mais les Sarrasins utilisent un souterrain secret qui leur permet de pénétrer dans la Gloriette et de faire prisonniers les trois chrétiens et Orable. Cependant celle-ci montre un autre passage secret qui permet de rejoindre le Rhône. C'est Gilbert qui est envoyé en messager pour alerter Bertrand, un autre neveu de Guillaume. Bertrand accourt avec une gigantesque armée ; tandis que le gros de son armée attend à proximité de la ville, il pénètre dans la cité à la suite de Gilbert, avec treize mille chevaliers, et rejoint Guillaume dans la Gloriette. Une fois sur place, les Français ouvrent alors les portes de la ville, permettant aux troupes stationnées à proximité de s'emparer d'Orange. Guillaume sera désormais connu sous le nom de Guillaume d'Orange.
La chanson se termine par le baptême d'Orable qui devient Guibourc et par son mariage avec Guillaume, comme celui-ci l'avait juré : a moillier et a per (formule redondante traditionnelle des textes épiques que l'on peut traduire par exemple par « comme épouse et comme conjointe »).

## Personnages
- Guillaume : héros de plusieurs chansons de geste, inspiré de Guillaume de Gellone
- Orable / Guibourc : la fille du roi sarrasin Desramé, dont Guillaume est tombé amoureux
- Guibelin : un neveu de Guillaume
- Gilbert : un chrétien qui s'est évadé de la ville d'Orange
- Arragon : le roi sarrasin d'Orange
- Bertrand : un neveu de Guillaume

EDITIONS
-La Prise d'Orange. Claude Regnier. 3ème édition. 1970. Klincksieck